# Вадинск
Ва́динск (до 17 февраля 1940 года Керенск) — село (до 25 октября 1926 года — город), административный центр Вадинского района Пензенской области России.

## Географическая характеристика
Вадинск находится на северо-западе Пензенской области, в лесостепной зоне, в 161 км от Пензы. Площадь села составляет 24,75 км². Рельеф холмистый, определяется Керенско-Чембарской возвышенностью и долинами рек Вада и Керенки. Керенско-Чембарская возвышенность получила своё название от старого имени Вадинска — Керенск, и бывшего уездного города Чембара (ныне Белинский)..
Вадинск находится в зоне умеренно континентального климата, в нём хорошо выражены все четыре времени года. Большая часть осадков выпадает в летнее время. Годовое количество осадков 550—600 мм. Самый холодный месяц года — январь. Средняя температура в этом месяце −11,5 °C. Средняя температура самого тёплого месяца — июля — +19,5 °C.

### Гидрография
Село расположено в северо-западной части Пензенской области, на реке Вад и её притоках: Керенке и Ченгаре. По окраине Вадинска также протекает Тюрьев (Тюрёв) ручей. Вадинское водохранилище в юго-восточной части поселения, близ сёл Кармалейка, Ягановка и Большая Козлейка, местными жителями в обиходе называется Вадинским морем. Объём воды в нём составляет 21,4 млн м³ (второе по величине в Пензенской области).

## История

### Казачий пост
Гора, вблизи которой в реку Вад впадают его притоки Керенка и Ченгар, и где, собственно, возник Керенский острог, находилась на опасной Вадовской дороге. С 70-х годов XVI века этот маршрут — от Ценского заповедного леса по Ваду и до «Ломовских сторожей» — контролировался четвёртой, позднее пятой «сторожой» (дозорным постом мещерских казаков). Вероятно, на горе была казачья стоянка. Краевед С. П. Петров утверждает: «На месте Керенска находилось небольшое укрепленьице с деревянной вышкой, на которой день и ночь стоял стражник, наблюдавший за окрестностями. При Иване Грозном от этой сторожи до места, где затем будет построена Пенза, была проведена станичная сторожевая линия».

### Город-крепость
В 1980-е годы в Российском государственном архиве древних актов были найдены две «Памяти» (правительственные распоряжения). В «Памяти» от 8 мая 1636 года даётся указание о строительстве на реке Буртас острога. А в другой «Памяти», уже от 28 мая 1639 года, о «переноске» Буртасского острога на реку Керенку. Керенская засечная крепость, построенная в 1639 году как переноска Буртасского острога близ места впадения реки Керенки в Вад, и послужила началом городу Керенску. Работами по сооружению острога руководил житель города Севска голова Улан Молостов. Посланная из Приказа Казанского дворца в Разрядный приказ «Память» от 28 мая 1639 года обязывала направить 50 вёрстанных татар из города Кадома на новое место службы. Им следовало: «…быть в Кадомском уезде у нового острожного и засечного дела на реке на Ваду на устье реки Керенки для обереганья от приходу воинских людей». Керенская крепость, как и другие городки-крепости «польской украйны» (порубежье с Диким полем), должна была прикрывать юго-восточные подступы к Москве от набегов кочевников.
Воеводой Керенского острога в 1645 году был один из первых гусарских командиров в России Х. Ф. Рыльский.

План Керенской крепости: синим обозначен ров; 1) Соборная церковь. 2) Дом воеводы. 3) Канцелярия. 4) Соляные амбары. 5) Острог.

В 1645 году острог разорили ногайцы, и два года спустя была отстроена новая деревянная крепость. Находилась она на горе и имела четыре угловых и четыре проезжих башни, вал земляной и ров. Оборонительные сооружения представляли собой почти правильный прямоугольник. Возводил «вторую», более совершенную в фортификационном плане Керенскую крепость посланник царя, окольничий Богдан Хитрово. Он позднее построил Симбирскую и Корсуньскую крепости. Краевед А. Л. Хвощев приводит выдержку из челобитной мещерских дворян за 1646 год: «Крестьянишка наша с пяти дворов по человеку крепили город Керенской, вал валили и рвы копали, всякие стенные крепости делали с весны до зимы». Новую крепость на месте первой, сожжённой ногайцами, полностью построили в 1648. Из описания Керенска 1681 года: «Глубокий ров и земляной вал окружают город со всех сторон; от степной стороны подле рва надолбы из дубовых стояков, вбитых в землю сплошной стеной. Город ограждён деревянную стеною с башнями, возвышающимися по углам. На каждой из угольных башен пушка или пищаль затинная; при пушках пушкари, при пищалях затинщики». В центре, на пригорке, возвели деревянную церковь Архистратига Михаила, около которой образовался первый керенский погост. Краевед Г. П. Петерсон сообщает: «…недавно около собора случайно открыты следы существования старинного кладбища, причём найдена дубовая колода со скелетом». Во главе городского управления поставили воеводу.

### Слободы
Крепость окружили слободы, в которых селились, преимущественно, служилые люди. Богоявленская (Казачья) слобода располагалась к северо-востоку от города-крепости, Архангельская к северу, а Покровская (Стрелецкая) к юго-западу. Ранее, на юго-востоке, имелась Инвалидная слобода. Её местоположение указано в описании города 1788 года: «По правую сторону Керенки присутственные места и большая часть жилья, а по левую ея и Вада Инвалидная слобода». Слободы получили свои названия по церквам. Первоначальное наименование Богоявленской — Казачья — от селившихся здесь казаков. Слившаяся с Богоявленской Инвалидная (в 1864 её уже не было) — от инвалидов (солдат-отставников). В Покровской жили стрельцы, потому слобода называлась поначалу Стрелецкой. То, что Покровская слобода бывшая Стрелецкая, вытекает из найденного краеведом Г. П. Петерсоном документа: «… дан вклад в церковь Пресвятые Богоматери Всепречестнаго Ея Покрова я же в Керенску во Стрелецкой слободе». Документ датирован 1744 годом. Неподалёку от Покровской слободы, кстати, находится Стрелецкая гора — до сего времени именуемая так местными жителями. В 1660-х годах в слободах насчитывалось более 800 служилых людей.

### Восстание Разина
Во время восстания Степана Разина жители Керенска сдали город бунтовщикам, подошедшим к нему со стороны Нижнего Ломова под командованием Михаила Харитонова. Многие и сами присоединились к восставшим. Выдали на расправу воеводу Автамона Безобразова, пытавшегося организовать в крепости оборону с тремя сотнями казаков и стрельцов. Воеводу повесили на торговой площади. Новым главой города народным собранием был избран керенский казак Семён Кузнец.
13 октября 1670 года восставшие, к которым присоединились многие керенцы, выдвинулись, по личному приказу Разина, к селу Конобеево Шацкого уезда..
Отступившее из-под Шацка повстанческое войско вновь было собрано у Верхнего Ломова и встало лагерем в лесу к северу от Керенска, устроив для обороны позиций засеки. Но восставшие снова потерпели поражение и отступили вдоль засечной черты на юго-восток.
Освободил Керенскую крепость, как и весь уезд, от бунтовщиков воевода Яков Хитрово. Он жестоко наказал местных зачинщиков бунта против царской власти. Из Керенска и окрестностей были массово изгнаны составлявшие значительную часть местного населения татары и мордва, которые принимали активное участие в восстании. Остаться было позволено лишь крестившейся знати, прочие же земли отошли отличившимся при подавлении бунта дворянам.

### Монастырь
В 1683 году на восточной окраине города был основан Керенский Тихвинский Богородицкий общежительный женский монастырь, возникновение которого предание связывает с явлением на этом месте чудотворной Керенской Тихвинской иконы Богоматери.

### Гражданское поселение
До конца XVII века основу населения Керенска составляли служилые люди, однако с продвижением границ России на юго-восток значение города как военного поселения упало, и основными занятиями местных жителей стали скотоводство и земледелие.

### Уездный городок
Поначалу город относился к Кадомскому уезду, но спустя некоторое время образовался Керенский уезд, состоявший из трёх станов, а Керенск, соответственно, стал административным центром территории, уездным городком.

### Керенск в Российской империи
В 1708 году Керенск входил в состав Азовской, затем Воронежской губернии, в 1719 — Шацкой провинции той же губернии. В 1764 году упразднён женский монастырь, при котором, однако, осталась женская община.

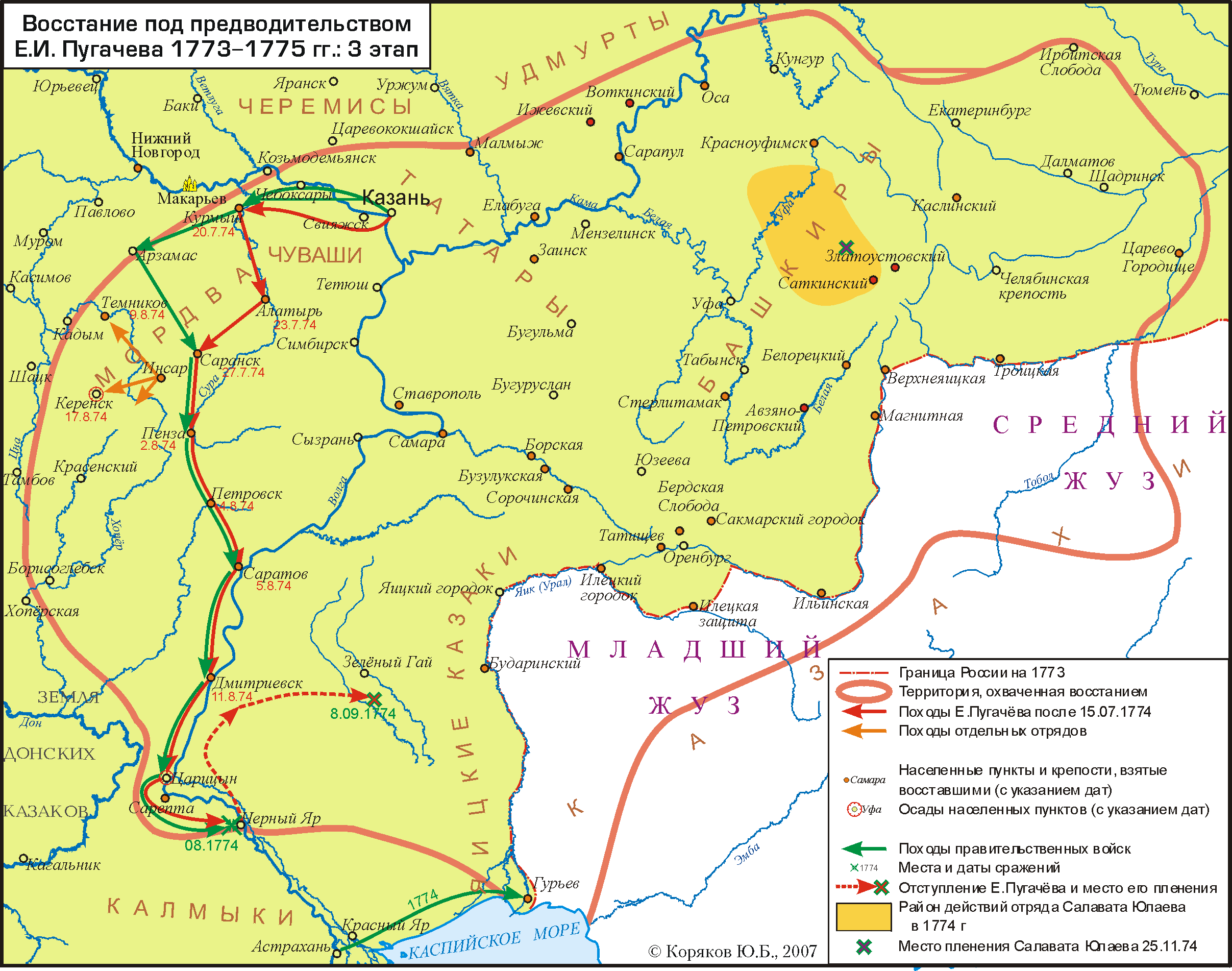
Заключительный этап Пугачёвского восстания. На карте показана осада Керенска

В 1774 году в результате штурма пугачёвцами Керенская крепость сгорела и не восстанавливалась. Тем не менее, город оказался единственным в Пензенской губернии, который не сдался бунтовщикам, выдержав осаду и три приступа. Осада была снята прибывшими на помощь войсками под командованием графа Панина. По свидетельству очевидца событий капитана Бутримовича, в отражении штурма участвовали находившиеся в крепости пленные турки, а пожар города был виден из Верхнего Ломова.
«Высочайшим манифестом Керенским жителям» Екатерина II пожаловала городу золотую корону за мужественное сопротивление восставшим. Ныне эта награда хранится в Пензенском областном краеведческом музее. Другим указом Екатерины Великой Керенску был пожалован собственный герб с описанием. Императрица в 1795 году собственноручно утвердила направление центральных городских улиц — Садовой, Городнической, Дворянской, Старопочтовой, Большой — написав на документе: «Быть по сему».
По указу Екатерины II 15 сентября 1780 года получил статус уездного города Пензенского наместничества, в связи с чем в Керенске сооружено здание присутственных мест. Но уже в 1798 Керенский уезд упразднён, а город, выведенный за штат, отошёл к Тамбовской губернии. С 1801 — уездный город восстановленных административных территорий: Керенского уезда, входящего в Пензенскую губернию.
В XVIII веке Керенск — один из самых крупных городов Пензенского края. По сведениям 1784 года его население исчислялось в 6020 человек. Это только горожане, исключая жителей Архангельской, Богоявленской, Инвалидной и Покровской слобод. Численность населения других городов края в это время: Нижний Ломов-3901; Мокшан-3861; Краснослободск-4617; Инсар-2995; Наровчат-2511; Городище-1828. И лишь в Пензе 9000 жителей.
Во время Отечественной войны 1812 года в регулярной русской армии насчитывалось более 600 керенцев. На втором этапе войны, жители города и уезда участвуют в боевых действиях в составе Пензенского ополчения. В армии и ополчении — 36 керенских офицеров. В сражении под Магдебургом особо отличился конный полк ополченцев, которым командовал уроженец города полковник Роман Ронцов. Полк и его командир были удостоены специального приказа командующего кавалерией генерала Л. Л. Беннигсена.
В честь земляков — участников военной кампании 1812—1815 годов в центре города напротив здания присутственных мест был установлен памятник — на многограннике гранитная стела, увенчанная крестом.
Керенск являлся центром одного из военных округов Пензенского края. В Керенском округе дислоцировались три полка, один из которых был конный, а два других пехотные. Один полк традиционно квартировал в самом городе.
В 1839 году город пережил крупный пожар. В 1851 году существовавшая на территории упразднённой обители Тихвинская женская община преобразована в Керенский Тихвинский женский монастырь.

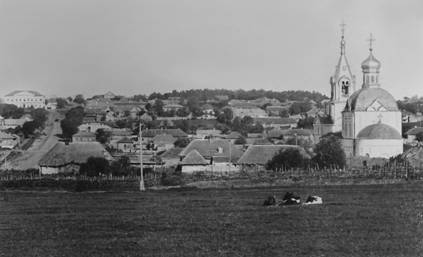
Керенск в конце XIX века. Справа Богоявленская церковь. Слева вдали здание присутственных мест

В 1866 году, будучи председателем Пензенской казённой палаты, Керенск дважды посетил М. Е. Салтыков-Щедрин. В земской управе на улице Старопочтовой (ныне Университетская) он принимал посетителей с жалобами. Михаил Евграфович побывал в городском саду, монастыре, казначействе, иных присутственных местах. Городок понравился писателю «чистотой улиц, обилием фруктовых садов, сирени и пахучего жасмина, а главное, кротостью и приветливостью населения».
Исторически Керенск делился на собственно город (его центральная часть) и пригородные территории (слободы): Архангельская, Богоявленская, Покровская. Некоторое время существовала ещё Инвалидная слобода, позднее вошедшая в Богоявленскую — бывшую Казачью. К 1910 появляется новое, объединённое территориальное образование: Архангельско-Богоявленская слобода. Впрочем, вскоре она разделяется и всё остаётся по-старому. Три керенские слободы существуют уже традиционно, вплоть до своего слияния вместе с «центром» (городом) в единое целое.
В 1912 году Керенск вновь выведен за штат и стал центром Керенской волости. Керенский уезд сохранился, но сам Керенск, оставаясь административным центром территории, лишился статуса уездного города. Его перевели в самый нижний разряд городских поселений — заштатных городков. В слободах организованы два крестьянских общества. В Архангельско-Богоявленской слободе 927 крестьянских дворов, в Покровской — 506.
В XIX веке основу населения города составляли однодворцы — потомки служилых людей, занимавшиеся сельским хозяйством. Распространение получили плотничий, портняжный, сапожный и кирпичный промыслы. В конце столетия Энциклопедический словарь Брокгауза и Ефрона отмечал в Керенске более 40 кирпичных заводиков. Имелись также парусиновая фабрика и поташный завод.
Керенск славился торговлей, своими ремёслами. Особую популярность имела проходившая в начале июля Керенская Тихвинская ярмарка, привлекавшая купцов из Тамбова, Саратова, Пензы, Рязани и даже Нижнего Новгорода. Ярмарка продолжалась 7 дней и товарооборот её доходил до 100 тысяч рублей. На ярмарку съезжалось до 10-12 тысяч жителей уезда.
Керенская земская управа добивается у Государственной Думы разрешения на проведение изыскательских работ и строительство железнодорожной ветки от станции Башмаково до Керенска. Ветка, названная Керенской, через Спасск должна была соединиться со станцией Торбеево Московско-Казанской железной дороги. Но железнодорожной станцией Керенск не стал. Помешала начавшаяся Первая мировая война, хотя железнодорожное полотно, вокзал были уже воздвигнуты, уложены рельсы, но ни один поезд в Керенск так и не пришёл.

### Советский период
По утверждению самого А.Ф. Керенского, его отец родился в Керенске и фамилия их происходит от имени реки Керенки.
В начале 1920-х годов Керенск стал центром укрупнённой волости; в его состав включены бывшие пригородные слободы. 25 октября 1926 года постановлением Президиума ВЦИКа лишён городского статуса. Таков «результат» неоднократного ходатайства Пензенского губисполкома, обусловленного идеологическими соображениями: историческое имя было созвучно с фамилией министра-председателя Временного правительства России Александра Керенского. Бывший премьер-министр, проживавший в эмиграции, знал, что из-за него маленький провинциальный городок потерял городское звание и был возмущён «иезуитской местью большевиков». С 1925 — в составе Беднодемьяновского уезда, с 1928 года — административный центр Керенского района Пензенского округа Средне-Волжской области. С 1939 года в составе Пензенской области.
Во время коллективизации в Керенске образованы два колхоза. В 30-е годы закрываются многочисленные храмы Керенска, которыми он славился и за пределами области. Успенский собор был перестроен и перепрофилирован под районный дом культуры и кинотеатр „Октябрь“. Рядом с этим зданием ныне стоит памятник в честь основания города. Монастырь был закрыт, сёстры выселены, многие подверглись преследованию со стороны властей.
17 февраля 1940 года Указом Президиума Верховного Совета РСФСР переименован в Вадинск, по реке Вад. Переименование так же объяснялось идеологическими причинами.
Великая Отечественная война территории Вадинска не коснулась, но в ней участвовали многие жители села. Из 7300 жителей Вадинска и района, сражавшихся со врагом, домой не вернулись 4130. В Вадинскую среднюю школу не пришли 10 учителей из 12 и 811 их воспитанников из 1439, ушедших на фронт. Сотни вадинцев награждены боевыми орденами и медалями, а троим уроженцам райцентра присвоено звание героя Советского Союза. Это: рядовой Сергей Максютов, майор Иван Жидков, генерал-майор Василий Маслов. В центральном парке установлены: мемориал воинам-землякам — памятник солдату и стела с барельефами героев Советского Союза — уроженцев района. На северном (городском) кладбище расположена братская могила военных лётчиков, разбившихся во время войны вблизи Вадинска из-за обледенения самолёта.
По первоначальному проекту через Вадинск должна была пройти автомагистраль Москва—Челябинск, ныне трасса федерального значения М5 „Урал“, которую в первые послевоенные годы строили пленные немцы. Но проект был изменён и федеральная автомобильная дорога, сделав заметное на карте искривление, прошла севернее, в 35 километрах от районного центра. В Вадинске до сих пор бытует легенда, что это произошло из-за недальновидности местных руководителей, которые отказались кормить военнопленных строителей. Возможно, что и по этой причине памятники непопулярным начальникам на северном кладбище неоднократно разбивались, а на их могилах совершались неприличные действия.
26 декабря 1962 года Вадинск утратил статус райцентра. Вадинский район был присоединён сначала к Земетчинскому, а несколько позже его территорию поделили четыре соседних района: Беднодемьяновский (ныне Спасский), Земетчинский, Нижне-Ломовский, Пачелмский. 30 декабря 1966 Указом Президиума Верховного Совета РСФСР Вадинский район восстановлен как административная единица, и Вадинск вновь стал районным центром, пребывая в этом статусе до наших дней.
В 70-е построена очень важная для Вадинска, как и соседнего с ним Земетчина, автомобильная дорога с твёрдым покрытием Кувак-Никольское—Вадинск—Земетчино, давшая выход транспорту на автотрассу „Урал“. Новая автомобильная дорога областного значения позволила наладить круглогодичные перевозки грузов, регулярное пассажирское движение на Пензу и в другие места.
В эти же годы в Вадинске были построены здания средней школы, центральной районной больницы, дома быта, гостиницы, узла связи, магазинов, административных учреждений. Активно велось жилищное строительство.
В 1970-е и 1980-е года Вадинск связался дорогами с твёрдым покрытием и автобусным сообщением с центрами всех 11 сельсоветов — составных административных единиц района. В 1980-е года были построены: здание новой основной школы и детский комбинат, позднее преобразованный в детсад „Солнышко“. Тогда же появился новый производственный корпус сыродельного завода, а в дорожном предприятии запустили в эксплуатацию цех по производству асфальта.
Большое значение для жизнедеятельности Вадинска и близлежащих населённых пунктов имело сооружение за юго-восточной окраиной райцентра Вадинского водохранилища с железобетонной плотиной и оросительной системы. Работы по их возведению проводились по наказам избирателей и при содействии члена Политбюро, секретаря ЦК КПСС, депутата Верховного Совета СССР Ф. Д. Кулакова. Главная, первая очередь гидромелиоративного сооружения полностью сдана в эксплуатацию в 1986. По размерам это второе в области, после Сурского, водохранилище. Вторая и третья очереди, а также, капитальная плотина на Ваду, возведение которых планировалось на 1990-е, не были построены.
В 1970-х и 1980-х годах в Северном Ледовитом и Атлантическом океанах плавали рыболовные траулеры „Вадинск“ и „Николай Зыцарь“. Второе судно названо в честь уроженца Керенска Н. А. Зыцаря — деятеля рыбной промышленности Латвии и Карелии, погибшего в 1967 году при исполнении служебных обязанностей. По некоторым сведениям, после распада СССР траулеры отошли Украине.

### Современный Вадинск
С конца 1991 Вадинск — районный центр Пензенской области Российской Федерации. 1990-е годы сопровождались спадом производства и сокращением населения. Тем не менее, не прекратили свою работу предприятия пищевой промышленности, бывшие колхозы преобразовали в коллективные сельскохозяйственные предприятия «Вадинское» и «Керенское». Однако в начале 2000-х оба сельхозпредприятия из-за нерентабельности самоликвидировались. Была ликвидирована и Вадинская оросительная система.
В первой половине 1990-х велась дискуссия о возвращении Вадинску исторического названия — Керенск, но инициатива властей и части жителей районного центра не получила поддержки среди большинства вадинцев. В 1997 началось восстановление Керенского монастыря, ставшего, по решению епархии, мужским.

## Население
| 1782  | 1858  | 1864    | 1897    | 1923    | 1926  | 1930    |
| ----- | ----- | ------- | ------- | ------- | ----- | ------- |
| 5368  | ↗6683 | ↗10 162 | ↗12 637 | ↘11 186 | ↘9958 | ↗10 836 |
| 1939  | 1959  | 1970    | 1979    | 1989    | 2002  | 2010    |
| ↘8224 | ↘5602 | ↘4954   | ↗5077   | ↗5218   | ↘4771 | ↗4891   |
| 2021  |       |         |         |         |       |         |
| ↘4056 |       |         |         |         |       |         |

По данным переписи населения 2010 года численность жителей Вадинска — 4988. Население районного центра сокращается за счёт естественной убыли и оттока его в города, но наблюдается также незначительный приток жителей из оставляемых сёл и деревень района.

### Состав населения
Основу местного населения до создания засечной черты и основания Керенска составляли мордва-мокша и татары-мишари (мещеряки). Мордовское и мишарско-татарское (мещерское) влияние отразилось на топонимике края.
Первыми жителями Керенска стали кадомские мурзы, татары-мещеряки (мишари) и служилые люди из мещерских казаков, поскольку сюда с реки Буртас был перенесён острог. В возникших вокруг крепости керенских слободах селились в основном казаки, кадомские и темниковские служилые татары, шацкая мордва. Большая часть уездного дворянства произошла от кадомских и темниковских мурз, поэтому носила татарские фамилии (Девлет-Кильдеевы, Енгалычевы, Кудашевы, Еникеевы и т. д.). Крестившиеся потомки этих родов обрусевали, в связи с чем Керенск и окрестности по национальному составу населения стали преимущественно русскими.

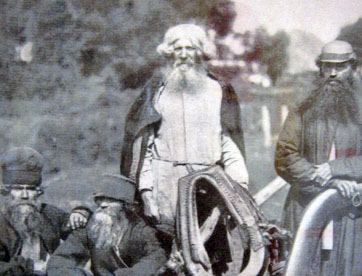
Керенские батраки. Фото начала XX века.

В конце XVII века, с продвижением границ Русского царства на юг и восток, Керенск теряет своё оборонное значение, что отразилось на занятиях и составе населения. Основной сословной группой становятся однодворцы — потомки служилых людей, перешедшие к земледелию и скотоводству. Именно преобладанием однодворцев и отсутствием старообрядцев историк М. С. Полубояров объясняет тот факт, что население Керенска не оказало поддержки восставшим пугачёвцам. В конце XVIII века Географический словарь Российского государства отмечает в Керенске 2139 однодворцев, а мещан, купцов, крестьян и татар в общей сложности всего 75.
В XIX веке появляется незначительное число рабочих, занятых в промышленности. Перед Первой мировой войной их насчитывалось 92. На рубеже XIX и XX веков Энциклопедический словарь Брокгауза и Ефрона отмечал возросшую долю мещан и православного духовенства, в числе которых словарь учитывает и сестёр Керенского монастыря. Большая часть населения исповедовала православие.
Перепись 1897 года из 4004 человек городского населения (без жителей слобод) зафиксировала 2786 государственных или казённых крестьян, ранее называвшихся однодворцами.
Из описания города 1910 года: «Керенск (5-го разряда) с населением 11400 душ — в числе коих 3 % татар».
В настоящее время[когда?] основную часть населения районного центра составляют русские, проживают также татары, мордва, украинцы.

## Органы власти и политика

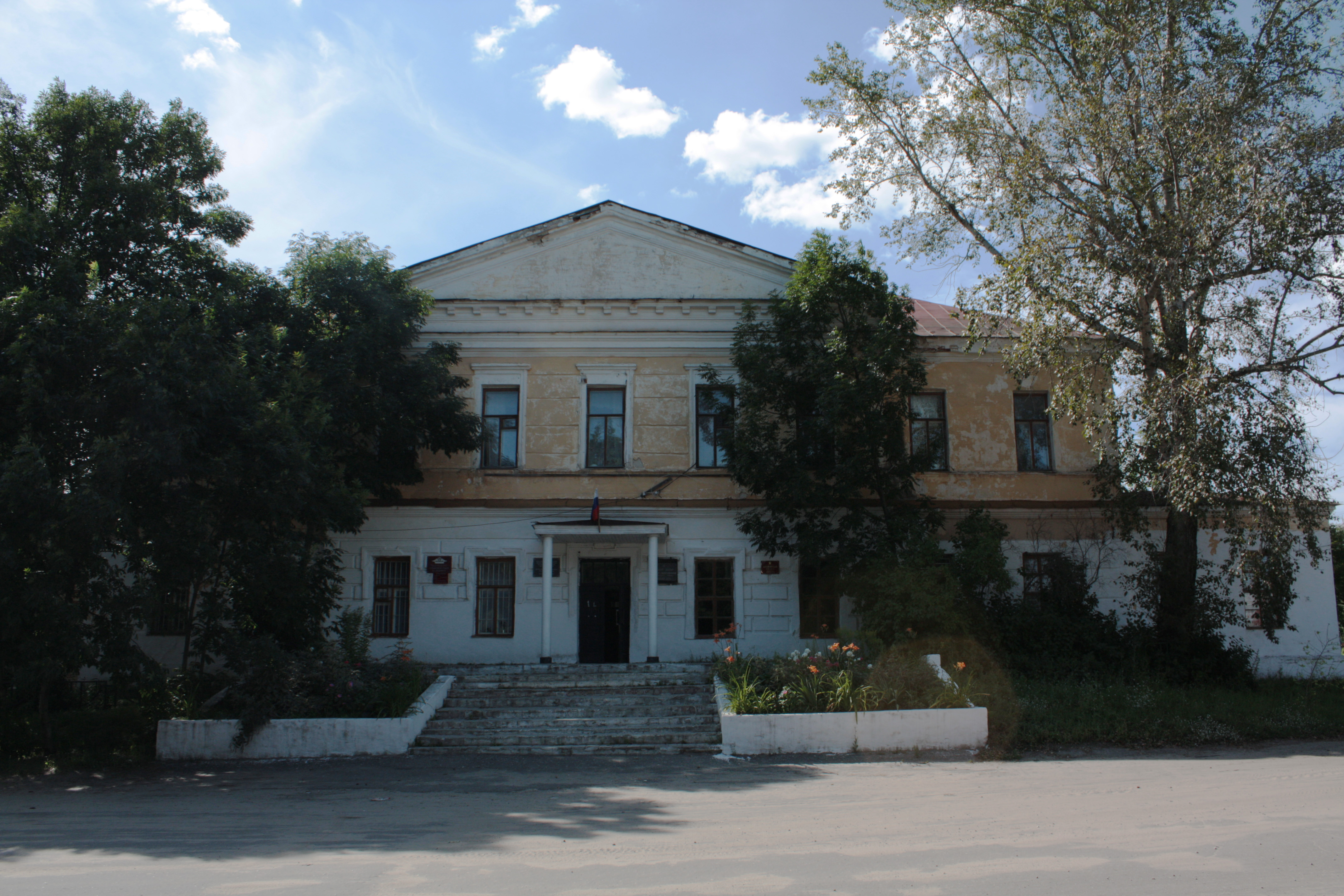
Здание присутственных мест. С 2021 года здесь располагается краеведческий музей

Вадинск управляется администрацией сельского поселения «Вадинский сельсовет» в составе Вадинского района Пензенской области. Главой администрации поселения в настоящее время[когда?] является Александр Дашунин.
В Вадинске расположены органы местного самоуправления Вадинского муниципального района.
В селе также работают местные отделения политических партий: «Единая Россия», КПРФ, ЛДПР.

## Официальные символы
Официальным символом села является герб, пожалованный городу Керенску указом Екатерины II и утверждённый 28 мая 1781 года.
Составленный герольдмейстером Волковым, в верхней части щита он имеет три перевязанных снопа с герба Пензы, а в нижней «в серебряном поле две вишнёвые ветки с плодами, означающие изобилие плода сего».
В 1861 рассматривался иной проект керенской символики, согласно которому герб Пензенской губернии переносился в вольную часть щита. Ветвь с червлёными вишнями в серебряном поле располагалась вертикально. Щит был увенчан серебряной стенчатой короной о трёх зубцах и окружён золотыми колосьями, перевязанными Александровской лентой. Однако этот вариант герба распространения не получил: официальным и общепринятым является проект, утверждённый в 1781.

## Экономика
Основу хозяйства Керенска и уезда, населённого по большей части однодворцами, издавна составляло сельское хозяйство, однако низкие плодородные качества почвы не позволяли активно развивать земледелие: основной отраслью до революции являлось овцеводство — а отсутствие судоходных рек и железных дорог сдерживало развитие экономики города, в особенности промышленности.
В настоящее время[когда?] в районном центре действуют несколько десятков индивидуальных предпринимателей и крестьянских хозяйств. Созданы производственные и обслуживающие кооперативы. Основными видами сельскохозяйственной продукции являются: зерно, сахарная свёкла, молоко и мясо. Ближайший элеватор расположен в Земетчине, там же сахарный завод.
Переработкой сельскохозяйственной продукции занимаются предприятия пищевой промышленности: хлебокомбинат (ООО «Хлеб»), хлебопекарня профессионального училища № 38, мельничный цех крестьянского хозяйства «Колос» (глава КХ — Прозоров В. И.), сыродельный завод (ИП «Ткачёв И. В.»), молочный цех «Алёнушка» (ИП «Патрин Н. К.»). Действовали кирпичный завод (ИП «Никишков П. В.») с собственным карьером и деревообрабатывающий цех (ИП «Извозчиков А. Н.»). В советское время на территории монастыря работал филиал Нижне-Ломовского электромеханического завода. Всего в Вадинске 5 сравнительно небольших промышленных предприятий, 4 из которых индивидуальные.
В Вадинске существуют запасы песка и глины. Село с севера и востока окружено карьерами, один из которых в советское время располагался на месте бывшего монастырского кладбища. В окрестностях Вадинска и районе имеются также запасы фосфоритов и торфа.
Сфера услуг представлена двумя десятками магазинов, несколькими летними кафе, тремя аптеками, работают отделения Сбербанка и Россельхозбанка.

## Транспорт

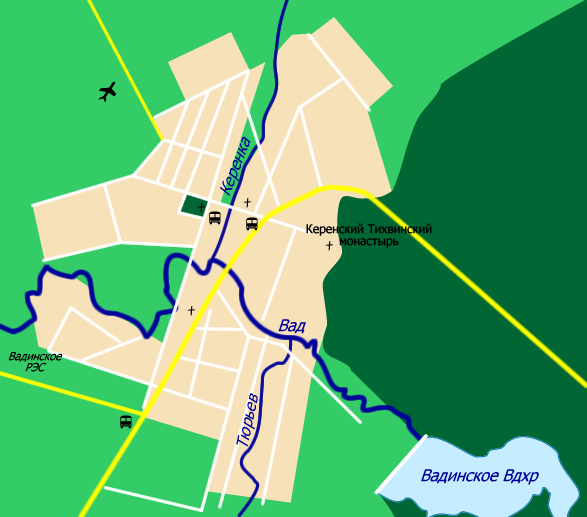
План Вадинска

Через Вадинск проходит автомобильная дорога Земетчино — Кувак-Никольское, связывающая село с федеральной трассой М5 «Урал» и ближайшей железнодорожной станцией Земетчино, расположенной в 54 км от Вадинска. Ближайшей станцией железной дороги, на которой останавливаются поезда дальнего следования, является Зубова Поляна.
Обслуживанием дорог занимается дорожная организация — ООО «Дорсервис».
Транспортное сообщение между населёнными пунктами района осуществляет Вадинское автотранспортное предприятие, расположенное на территории бывшего аэропорта. Основным видом транспорта является автобус. Ежедневное автобусное сообщение связывает Вадинск с Пензой, из Вадинска также регулярно курсируют автобусы в населённые пункты района. Основу парка составляют машины малого класса марки ПАЗ и «Газель».
С 2011 года жителей и гостей районного центра обслуживают несколько легковых автомашин частного радиотакси.
В советское время Вадинск имел авиационное сообщение с Пензой через Нижний Ломов. Лётное поле находилось к северо-западу от села и до сих пор обозначено в Google Earth иконкой аэропорта.

## Жилищно-коммунальное хозяйство
Обслуживанием жилищно-коммунального хозяйства в Вадинске и районе занимаются: муниципальное унитарное предприятие «Вадинское коммунальное хозяйство» и производственный кооператив «Вадинские коммунальные системы».

## Общество

### Здравоохранение и социальная защита
Вадинская центральная районная больница в настоящее время[когда?] рассчитана на 95 коек. Первая больница на 10 мест была построена в Керенске в начале XIX века, тогда же введена должность уездного врача. В 1880-х её занимал известный краевед Г. П. Петерсон. В конце 1920-х больница переведена в бывшее здание тюрьмы, которое занимала до 1980, когда были построены нынешние корпуса.
К учреждениям социальной сферы также относятся: районное управление социальной защиты, центр социального обслуживания населения и районное отделение Пенсионного фонда.

### Образование и культура

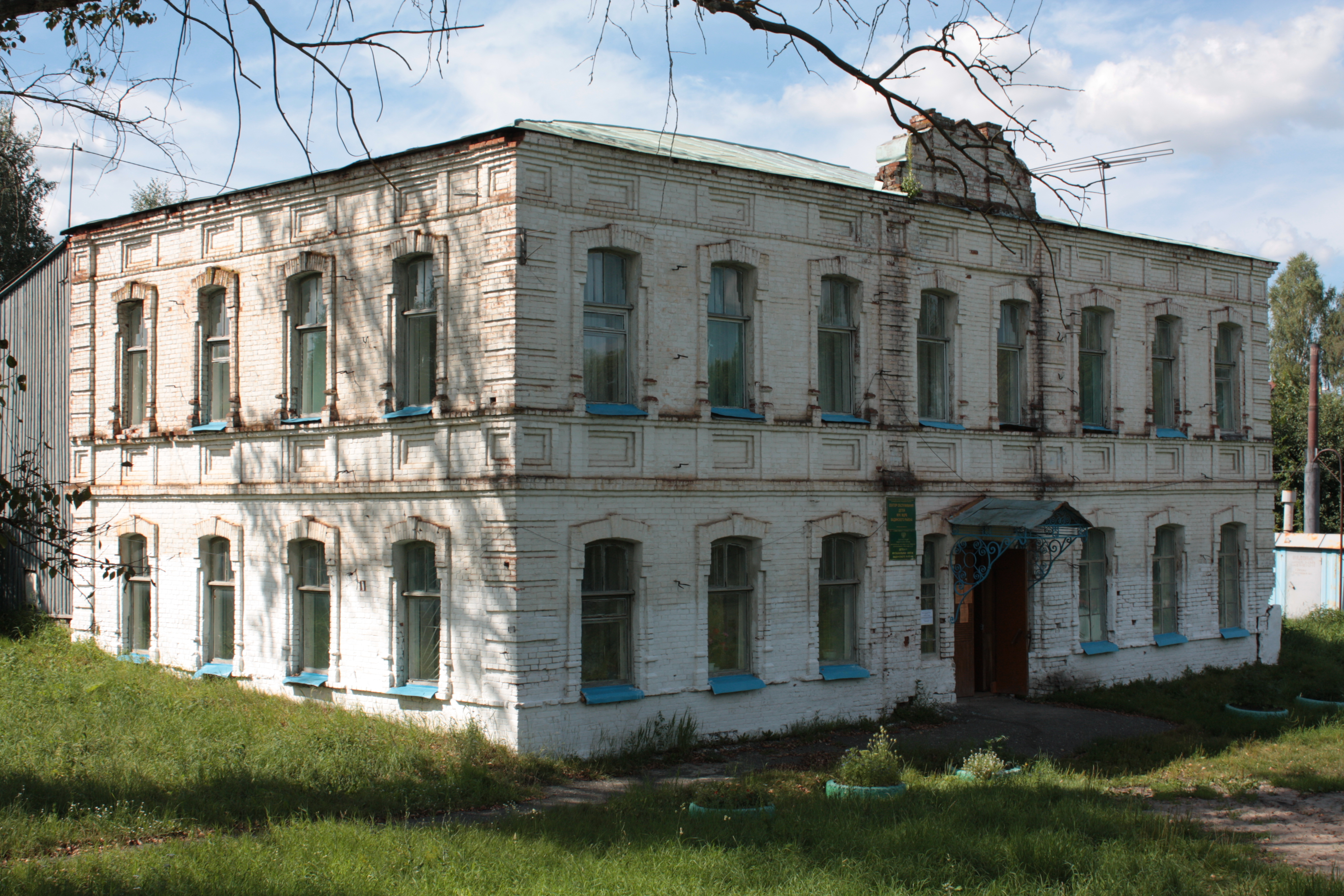
Вадинская музыкальная школа

В Вадинске работают детский сад «Солнышко», средняя и основная общеобразовательные школы, начальное профессиональное училище № 38, учащиеся которого могут овладеть профессиями мастера сельскохозяйственного производства, водителя, сварщика, бухгалтера, повара, кондитера, продавца. К учреждениям внешкольного образования относятся дом детского и юношеского творчества, спортивная и музыкальная школы, воскресная школа монастыря.
История районной библиотеки насчитывает почти 150 лет и начинается с основания Керенской публичной библиотеки в 1866 году. Основу библиотечного фонда составили 3 тысячи томов, безвозмездно переданные в дар предводителем керенского дворянства, генерал-лейтенантом в отставке Алексеем Астафьевым. Он и уездный врач Христофор Чудновский (взявший на себя все организационные хлопоты) считаются основателями общественной библиотеки в Керенске.
В 1930-е Успенский собор перестроен в районный дом культуры «Октябрь» с кинозалом.

## Музеи
6 мая 1975 при Вадинской средней школе открылся музей боевой и трудовой славы, образованный по инициативе краеведа и педагога Александра Федоровича Старцева. Все экспонаты школьного музея собраны поисковыми отрядами. В 2001 создан краеведческий музей при Керенском Тихвинском монастыре. Инициатор образования музея — игумен Афанасий (Абросимов). В экспозиции, помимо истории монастыря и епархии, представлена история города и края, немалая её часть посвящена предметам быта коренных жителей этих мест.
С середины 1930-х и до 1956 года в Вадинске функционировал краеведческий музей. Инициатором его создания, а затем заведующим, был краевед Василий Дмитриевич Сафронов (1892—1963). После ликвидации большая часть экспонатов отправлена в Пензенский областной краеведческий музей. В 2021 году музей был восстановлен. 2 декабря 2021 года состоялось его торжественное открытие, приуроченное к 385-летию Вадинска. Краеведческий музей занял первый этаж здания 1813 года постройки, образца классической архитектуры начала XIX века, памятника архитектуры регионального значения. До революции в нём располагались присутственные места города Керенска, а с января 1918 года действовал первый уездный совет рабочих, солдатских и крестьянских депутатов и исполком. Экспозиция состоит из трёх залов и раскрывает темы: «История краеведения Вадинского района», «Археология и основание Керенска», «Пугачевщина, война 1812 года, знаменитые люди XIX века из Керенского уезда».

### Связь и СМИ
В Вадинске доступны услуги сотовой связи операторов Билайн, МегаФон и СМАРТС; через последнего доступна сеть МТС.
Раз в неделю издаётся районная газета «Вадинские вести» тиражом 2500 экземпляров и объёмом 8 полос. Издание было основано 2 апреля 1918 и первоначально называлось «Советская газета». В годы Гражданской войны она несколько раз меняла название, закрывалась и открывалась вновь. В годы Великой Отечественной войны с изданием, называвшимся тогда «Знамя коммунизма», начинает сотрудничать краевед А. Ф. Старцев, а в 1980-е он публикует в газете, сменившей название на «Путь Октября», очерки по истории края. Нынешнее название газета получила в августе 1991.

### Спорт
6 июня 2006 года в Вадинске был открыт физкультурно-оздоровительный комплекс «Олимпик». Имеются детско-юношеская спортивная школа и молодёжная непрофессиональная футбольная команда. Волейбольная и теннисная команды профессионального училища принимают участие в областных спортивных соревнованиях.

## Храмы Вадинска (Керенска)
Первый православный храм построен в этих местах с появлением Керенской крепости. Им была деревянная церковь Архистратига Михаила, сооружённая за стенами острога и ставшая впоследствии главным (соборным) храмом выросшего у этих стен города. Каменная соборная церковь воздвигнута на этом же месте под новым именем — Успения Божией Матери. Строятся церкви в пригородных слободах, получивших свои названия от Архангельского, Богоявленского и Покровского храмов, а в 1683 возник Керенский Тихвинский монастырь.
В XVIII—XIX веках и начале прошлого столетия в городе появляются каменные храмы. Сооружаются они либо на средства благотворителей, преимущественно из числа керенских купцов, либо «собча», всем «миром». На территории Керенского уезда, в состав которого входили также значительные части нынешних Земетчинского, Башмаковского и Пачелмского районов, насчитывалось 57 церквей, 36 из которых каменные, а в нынешних границах района, без учёта монастырских храмов, 29, из них 18 каменных. Шесть храмов (все каменные) располагались в городе, ещё четыре, тоже каменные, в монастыре. В маленьком Керенске сосредоточилось в общей сложности до десятка православных церквей.
У старых городских церквей две, а у Архангельской даже три «истории». Каменный храм обычно ставился на месте обветшавшего деревянного, за исключением храма Архистратига Михаила, местонахождение которого менялось три раза. Год рождения каменной Богоявленской церкви не подлежит сомнению — 1764. (В некоторых источниках указано — 1704. Вероятнее всего, опечатка, а не год появления деревянного храма.) Когда построили Богоявленскую деревянную церковь — не установлено. У краеведа Г. П. Петерсона: «Относительно Богоявленской церкви известно, что она существовала ранее 1681 года». Вполне возможно, что Покровская церковь, поставленная в образовавшейся следом за крепостью Стрелецкой слободе, поначалу также была деревянной, но документальных сведений на сей счёт не обнаружено. По Покровскому храму фигурируют две даты его образования — 1714 и 1730. С большим основанием можно предположить, что это отражение двух этапов строительства (сначала возвели престол Покрова Пресвятой Богородицы, а позднее преподобного Сисоя Великого). Три церкви — Архангельская, Покровская и Тюремная — сооружались, по всей видимости, на средства «мира», то есть окрестных жителей; храмоздателей не зафиксировано.
В советский период (с 30-х годов) в Вадинске действовал только Архангельский храм, который был единственным на весь район. Так было до 1997, когда началось восстановление Керенского монастыря.
Вадинск принадлежит к Вадинскому благочинническому округу Сердобской епархии (до этого — к десятому благочинническому округу Пензенской епархии).

### Городские церкви

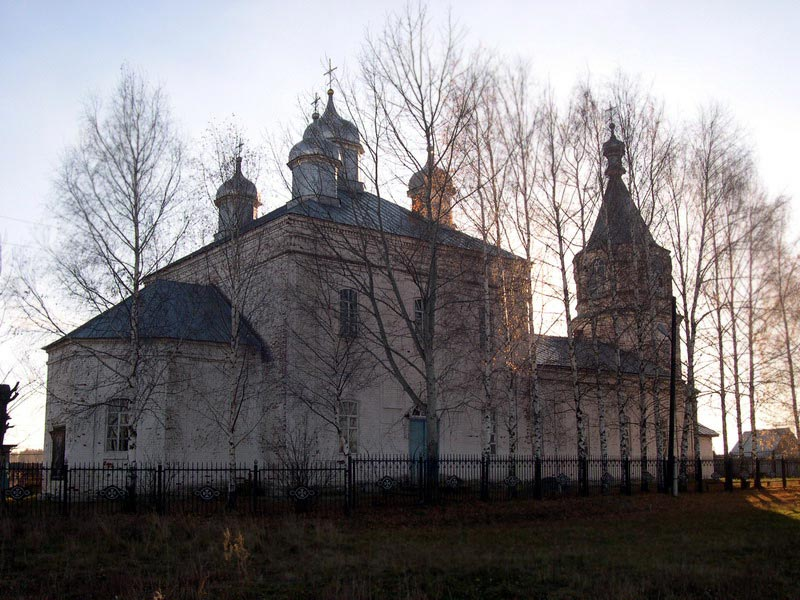
Церковь Архистратига Михаила в Вадинске

Храм во имя Архистратига Михаила (Архангельская церковь) — один из двух храмов в Вадинске, действующих за пределами монастыря. Первая, соборная деревянная церковь под таким именем стояла на месте храма Успения Божией Матери и была сооружена первопоселенцами города в середине XVII столетия. Вторая, тоже деревянная, церковь Архистратига Михаила появилась в 1753 году на северной окраине города. Не исключено, что сюда был частично перенесён старый соборный храм, на месте которого начали строить каменный Успенский. В окрестности «второго» храма находилась слобода, известная как Архангельская, а вблизи его слободское кладбище. В 1828 пристроили колокольню, однако с течением лет церковь обветшала до крайности и её разобрали. Краевед Г. П. Петерсон свидетельствует: «Упоминая об Архангельской церкви, мы разумеем не новую каменную, а старую деревянную, стоявшую в конце Дворянской улицы и года три-четыре тому назад за ветхостью разрушенную». В память о старом храме на заселённой к тому времени южной окраине города поставили новую церковь, которая находится там и сейчас. Это уже третья в Керенске с именем Архистратига. На месте же второго или «северного» Архангельского храма (Советская, бывшая Дворянская, улица — около Аничкова оврага) ещё в 20-х годах прошлого века стояла небольшая часовня. Новый каменный Архангельский храм воздвигли в 1867. 6 ноября того же года освящён придел во имя святого Николая Чудотворца в трапезной. В 1872 освящён главный престол. В 1877 в трапезной потолок было решено заменить на свод, и 7 июля утвердили соответствующий проект. Церковь обнесена чугунной оградой. Неподалёку от церкви находится южное кладбище Вадинска.
В советское время храм оставался единственным действующим культовым сооружением района. В 1937—1945 закрыт, использовался под зерносклад. Священник, отец Иаков (Анненков) арестован за «антисоветскую деятельность» и расстрелян. С 1979 по 1982 настоятелем церкви был отец Николай (Агафонов), ныне известный православный писатель. В настоящее время[когда?] в храме ведутся воскресные и праздничные службы. Церковь Михаила Архангела расположена на Октябрьской улице, в стороне от автодороги Кувак-Никольское — Вадинск — Земетчино.

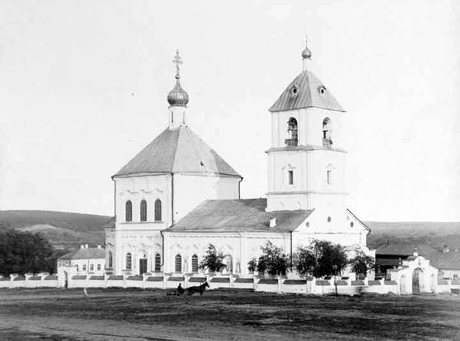
Успенский собор. Фото начала XX века

Соборный храм во имя Успения Божией Матери (Успенская соборная церковь) являлся главным храмом города Керенска. В 1758 на месте соборной деревянной церкви Архистратига Михаила тщанием керенского купца Алексея Мелякова построена каменная, под новым именем. Из-за зыбкости почвы пришлось вбивать сваи. К 1764 собор частично перестроили. А двумя годами ранее в приделе святого Николая Чудотворца похоронили главного керенского храмоздателя. Из надписи на памятной чугунной доске: «…жития ево 45 лет».
Колокольня была увенчана короной, пожалованной жителям города Екатериной II за отражение осады его пугачёвцами.
В Успенском соборе города Керенска в 1838 крестили новорождённую Любовь Куланчакову — мать известного русского писателя Александра Куприна.
В 1861 расширена трапезная церкви. В 1870-х годах храм был отремонтирован, а иконостас его устроен по образцу иконостаса Успенского собора Московского Кремля. В 1888 завершена роспись. Финансировал работы уроженец города и его потомственный почётный гражданин, купец Аркадий Журавлёв. Он, став благотворителем собора, «возобновил его, как снаружи, так и внутри, в его прежнем, старинном стиле», пожертвовав на это до 20 тысяч рублей серебром. Журавлёв практически реконструировал соборный храм. В 1900 за ветхостью существенно перестроена трапезная: устроены новые своды, постройка расширена к западу, в южной части отведено помещение под хозяйственные нужды. В 1907 храм обнесён чугунной оградой.
В 1930-е соборная церковь закрыта и перестроена. Во время работ по перепрофилированию пострадала северная стена — её пытались взорвать, но, к счастью, ущерб оказался минимальным. Склепы с захоронениями почётных граждан Керенска были вскрыты и осквернены. Стены собора стали основой нового дома культуры с кинозалом. Так здание используется и в наши дни. Вокруг нынешнего «культурно-досугового центра» разбит парк, рядом с апсидой установлен памятник в честь основания Керенской крепости.
Храм во имя Богоявления Господня (Богоявленская церковь) построен в 1764 на средства купца Алексея Мелякова. Каменный храм заменил деревянный в Казачьей слободе, которую стали называть Богоявленской. В 1840-е была перестроена колокольня, скоро обветшавшая, в связи с чем в 1883 выстроена новая. Тогда же была расширена трапезная с приделом во имя Казанской иконы Божией Матери. Ранее в трапезной существовал также придел во имя мученика Харлампия. Церковь была обнесена чугунной оградой.
В 1930-е церковь закрыта и долгое время использовалась как склад. В последующий период здание заброшено, но стены его сохранились. Утрачены крыша, главка над основным объёмом сооружения и верхний ярус колокольни. Храм находится на пересечении нынешних Школьной и Большой улиц Вадинска. В 2010 церковь и прилегающая к ней территория благоустроены. С мая 2017 года в ней проводятся все богослужения. Восстановлена восточная часть храма. Действует как приходская. Идёт сбор пожертвований на восстановление храма.
Храм Покрова Пресвятой Богородицы (Покровская церковь) выстроен в 1730 и имел два престола: Покрова Пресвятой Богородицы и преподобного Сисоя Великого. Церковь поставили в Стрелецкой слободе, которую со временем по храму переименовали в Покровскую. Краевед Г. П. Петерсон: «В 1730 году тщанием прихожан созидается в слободе церковь каменная во имя Покрова Пресвятой Богородицы с приделом Сисоя Великого». До революции поблизости находилась могила одного из основателей Керенской публичной библиотеки, предводителя уездного дворянства генерал-лейтенанта Алексея Астафьева. В 1930-е церковь полностью разрушена (храм был взорван). До наших дней дошли лишь остатки фундамента. Могила Астафьева исчезла.
Храм во имя Усекновения главы Иоанна Предтечи (Кладбищенская церковь) построен в 1825. Первоначально церковь называлась во имя святых Захария и Елизаветы. Возведена, как значилось на медной доске в Успенском соборе, «попечением и иждивением полковника и кавалера Александра Михайловича Булатова в память достойнейшей супруги Елизаветы Ивановны, урождённой Мельниковой, скончавшейся 1824 года июня 23 дня в 6 часов утра на 23-м году жизни». Освящена епископом Пензенским и Саратовским преосвященным Амвросием 1-м. Герой Отечественной войны 1812 года Александр Булатов принял участие в восстании декабристов, был арестован и 19 января 1826 года покончил с собой в каземате Петропавловской крепости. После этого храм переосвятили в честь Усекновения главы Иоанна Предтечи. Впоследствии кладбищенскую церковь несколько распространил господин Кроншевский, который, по мнению краеведа Г. П. Петерсона, также может считаться «одним из благотворителей и зиждителей храма сего». Сейчас здесь пустырь. Каких-либо следов от церкви на северном кладбище не осталось, равно как и от захоронения Елизаветы Булатовой (Мельниковой).
Храм во имя Николая Чудотворца в тюремном замке освящён 6 мая 1916 — в день рождения императора Николая II. Церковь называлась также «Тюремной», поскольку находилась на территории Керенской тюрьмы. В советское время храм был закрыт. До наших дней дошли его стены в комплексе тюремных зданий, расположенном напротив Вадинской районной больницы.

### Тихвинский Керенский мужской монастырь
Основан в 1683 году на месте явления Тихвинской иконы Божией Матери. Комплекс сооружений Керенского монастыря внесён в список объектов культурного наследия Российской Федерации. На его территории сохранился ряд оригинальных зданий, в том числе четыре храма.